# Mitică Popescu
Mitică Popescu (n. 2 decembrie 1936, București, România – d. 3 ianuarie 2023, București, România) a fost un actor român de film, radio, teatru, televiziune și voce, care și-a desfășurat cea mai mare parte a activității sale în teatru pe scena Teatrului Mic din București. A primit Premiul pentru întreaga activitate la Gala Premiilor UNITER din 2009.

## Biografie
S-a născut în București pe data de 2 decembrie 1936. A fost căsătorit cu actrița Leopoldina Bălănuță. În 1958, sub  regimul comunist, a fost condamnat la 3 ani de închisoare pentru „nedenunțarea de acte preparatorii pentru trecerea frontierei”.
A fost gazda emisiunii de pe TVR 2 „D’ale lu’ Mitică”.
Actorul Mitică Popescu a fost decorat la 13 decembrie 2002 cu Ordinul național Serviciul Credincios în grad de Cavaler, alături de alți actori, „pentru devotamentul și harul artistic puse în slujba teatrului românesc, cu prilejul împlinirii unui veac și jumătate de existență a Teatrului Național din București”.
A decedat la vârsta de 86 de ani, la 3 ianuarie 2023, la Spitalul Elias din București, din cauza unor probleme cardiace severe și multiple comorbidități. A fost înmormântat pe 6 ianuarie 2023, cu onoruri militare, la Cimitirul Bellu, alături de soția sa, Leopoldina Bălănuță (decedată în 1998).

## Piese de teatru
Aceasta este o listă de personaje și de piese de teatru în care a jucat Mitică Popescu:
- Zeiss - Geamandura de  Tudor Mușatescu (1970)
- Gareth O'Donnell - Philadelphia ești a mea de Brian Friel (1973)
- Vreți să jucați cu noi? de Alecu Popovici (1974)
- Logodnicul, Momâie - Matca de Marin Sorescu (1974)
- Andrei - Răspântia cea mare de V. I. Popa (1974)
- Sagredo - Galileo Galilei de Bertolt Brech (1975)
- Serviescu - Mânia posturilor de Vasile Alecsandri (1975)
- Doctorul John C.Bates - Dosarul Andersonville de Saul Levitt (1976)
- Hjalmar Ekdal, fotograf - Rața sălbatică de Henrik Ibsen (1976)
- Cititorul de contor de Paul Everac (1976)
- Ducele - Oamenii cavernelor de William Saroyan (1976)
- Stelică - Două ore de pace de D. R. Popescu (1977)
- Omul, continuați să puneți întrebări de Ada D'Albon (1977)
- XX - Emigranții de Slawomir Mrozek (1977)
- Gunoierul - Nebuna din Chaillot de Jean Giraudoux (1978)
- Lodovico Nota -  Să îmbrăcăm pe cei goi de Luigi Pirandello (1978)
- Sidney Hopcroft - Pluralul englezesc de Alan Ayckbourn (1979)
- Bătrânul domn - Nu sunt Turnul Eiffel de Ecaterina Oproiu (1979)
- Funcționarul - O șansă pentru fiecare de Radu F. Alexandru (1979)
- Ioachim - Evul mediu întâmplător de Romulus Guga (1980)
- Koroviev- Maestrul și Margareta în Mihail Bulgakov (1980)
- Năiță Lucean - Niște țărani de Dinu Săraru (1981)
- Ticlete - Ca frunza dudului din rai de D. R. Popescu (1982)
- Regele Ignațiu - Ivona, principesa Burgundiei de Witold Gombrovicz (1983)
- Mitică Popescu de Camil Petrescu (1984)
- Fedea - O femeie drăguță cu o floare și ferestre spre nord de Eduard Radzinski (1986)
- Actorii (1990)
- Messer Niccia - Mătrăguna de Niccolo Machiavelli (1991)
- Florent - Monștrii sacri de Jean Cocteau (1991)
- Jacques - Jacques și stăpânul său de Milan Kundera (1992)
- Piotr Nikolaevici Sorin - Pescărușul de A. P. Cehov (1993)
- Amiens - Cum vă place de William Shakespeare (1996)
- Domnul Hardcastle - Noaptea încurcăturilor de Oliver Goldsmith (1997)
- Victor Velasco - Desculți în parc de Neil Simon (1997)
- Bătrînul - Sonata fantomelor de August Strindberg (1999)
- Chrysalde - Școala femeilor de Moliere (1999)
- Pantalone - Slugă la doi stăpâni de Carlo Goldoni (1999)
- Deogracias - Cimitirul păsărilor de Antonio Gala (2000)
- Julien Rougier - Viitorul e maculatură de Vlad Zografi (2000)
- Morris - Alex și Morris de Michael Elkin (2000)
- Bătrânul - Colonia îngerilor de Ștefan Caraman (2000)

### Radiofonic
- Manole - Trenurile mele de Tudor Mușatescu

## Filmografie
Aceasta este o listă de filme în care a jucat Mitică Popescu:
- Dincolo de nisipuri (1974) - Romniceanu
- Stejar – extremă urgență (1974) - valetul Peter
- Zidul (1975) - ilegalistul Manea
- Orașul văzut de sus (1975)
- Mere roșii (1976) - procuror
- Tănase Scatiu (1976) - Marin
- Serenadă pentru etajul XII (1976)
- Statuia (1977)
- Tufă de Veneția (1977)
- Mînia (1978)
- Doctorul Poenaru (1978)
- Gustul și culoarea fericirii (1978)
- Avântul liftulețului (1979) - muncitor
- Clipa (1979) - țăranul Năiță Lucean
- Vacanță tragică (1979)
- Vînătoarea de vulpi (1980) - țăranul Năiță Lucean
- Întoarce-te și mai privește o dată (1981)
- Lumini și umbre: Partea I (1981)
- Saltimbancii (1981)
- De ce trag clopotele, Mitică? (1981)
- Non-stop (1982)
- Înghițitorul de săbii (1982)
- Mitul lui Mitică (1982) - în rolul său
- Lumini și umbre: Partea II (1982)
- Un saltimbanc la Polul Nord (1982)
- Hangița (1983) - Marchizul di Forlipopoli
- Imposibila iubire (1984)
- Emisia continuă (1984)
- Glissando (1984)
- Fapt divers (1985)
- Promisiuni (1985)
- Căsătorie cu repetiție (1985) - Mitică Popescu
- Sper să ne mai vedem (1985)
- Trenul de aur (1986) - comisarul Munteanu
- Cântec în zori (1987) - Ciucea
- Moromeții (1987) - Cocoșilă
- Idolul și Ion-Anapoda(1988) - subdirectorul
- Danga langa (1988) - redactorul
- Secretul armei... secrete! (1989)
- Un studio în căutarea unei vedete (1989)
- Drumeț în calea lupilor (1990) - poștașul
- Pasaj (1990)
- Asta seară se improvizează (1991)
- Rămînerea (1991)
- Miss Litoral (1991)
- Ce zi frumoasă! (1992)
- Rosenemil (1993)
- Codin și Chira Chiralina (1993)
- Cel mai iubit dintre pămînteni (1993) - securist
- Începutul adevărului (Oglinda) (1994)
- Păcatul (1995) - Păcătosul
- Simpozionul (1995)
- Șarpele (film TV, 1996)
- Don Juan sau dragostea pentru geometrie (1997)
- Răzbunarea femeii păianjen (1999) - soțul
- Mătrăguna (2002)
- Tandrețea lăcustelor (2002)
- Turnul din Pisa (2002) - colonelul
- Valsul lebedelor (2002)
- ...Sub clar de lună (2002)
- Dulcea saună a morții (2003) - personajul Mutul
- Lotus (2004) - personajul Manasia
- Sistemul nervos (2005)
- Păcală se întoarce (2006) - un țăran
- Ticăloșii (2007) - ospătar
- Umilință (2011) - Sandu

### Interviuri
- "Noi, actorii, suntem ai tuturor și ai nimănui", Alice Manoiu, Formula AS - anul 2005, numărul 666
- VIDEO Mitică Popescu: „Astăzi, lumea aleargă după bani. Noi alergam după teatru“, 11 ianuarie 2011, Raluca Moisă, Adevărul
- VIDEO Mitică Popescu actor: „S-a umplut ecranul de vedete“, 25 august 2011, Raluca Moisă, Adevărul
- EXCLUSIV: Mărturii în premieră ale actorului MITICĂ POPESCU, deținut politic pentru "trădare" în lagărul călăului Ficior: „Foamea era îngrozitoare. Mâncai cel mai bine când visai"